# Tonino Vittigli
Antonio „Tonino“ Vittigli (* 17. Juni 1964 in Ceprano) ist ein ehemaliger italienischer Radrennfahrer.

## Sportliche Laufbahn
Vittigli war Bahnradsportler und auch im Straßenradsport aktiv. 1989 gewann er die Silbermedaille im Steherrennen der Amateure bei den UCI-Bahn-Weltmeisterschaften hinter Roland Königshofer. 
Auf der Straße siegte er 1988 im Eintagesrennen Coppa Caivano und auf einer Etappe des Rennens Cinturón Ciclista Internacional a Mallorca. 1989 gewann er die Coppa Caivano erneut.